# 桜田聖子
桜田 聖子（さくらだ せいこ、1978年〈昭和53年〉1月8日）は、日本の女優である。
2018年より、株式会社PFH Entertainmentとの業務提携を結んでいる。かつてはホリプロに所属していた。

## 略歴
1996年（平成8年）9月23日に上京、女優として、『サラリーマン金太郎』（TBS）などのテレビドラマや舞台などに出演するようになった。また、「1998年度 東京きものの女王」に選出されている。
2007年（平成19年）9月放送開始のテレビドラマ、『TBS愛の劇場・家に五女あり』（TBS）には、次女二美子役でレギュラー出演した。翌2008年（平成20年）には舞台3作品、「冬の鼠」、「CONSOLE」、シアターアプルファイナルアクト「火男の火」に客演したほか、SONYハンディカムのCM、連続テレビドラマ『夢をかなえるゾウ』（日本テレビ）に出演した。

## 人物
- 岐阜県出身。趣味は料理で、2年間の創作料理店勤務歴がある。また、岩手県の乗馬クラブに4ヶ月間住み込んだことがあり、乗馬を特技としている。

## 出演

### テレビドラマ
- 赤い奇跡（2006年4月、TBS）
- 誰よりもママを愛す（2006年7月2日 - 9月10日、TBS）- 佐藤先生 役
- ドラマ・コンプレックス有吉佐和子スペシャル恍惚の人（2006年10月17日 、NTV）
- 家に五女あり（2007年9月3日 - 10月26日、TBS） - 三沢二美子 役
- ご近所探偵・五月野さつき2（2007年11月19日、TBS月曜ゴールデン）- 野中美代子 役
- 恋のから騒ぎドラマスペシャル〜Love StoriesIV〜「ナマイキな女」（2007年11月30日、NTV）役
- ハチミツとクローバー （2008年1月15日、フジテレビ）
- 霧の火 樺太・真岡郵便局に散った九人の乙女たち（2008年8月25日、日本テレビ開局55周年記念ドラマ） - 稲田富子 役大河ドラマ
- ミエルオンナ月子〜真夏の夜のコワーイ話〜（2011年8月26日、日本テレビ） - 一男の妻 役
- 夢をかなえるゾウ(女の幸せ篇)（2008年10月2日 - 12月25日、日本テレビ/読売テレビ）- 小田原華子 役
- 七瀬ふたたび（2008年11月20日 - 12月11日、NHK）- 第7話・第10話ゲスト 五味百合子 役
- 赤い糸（2008年12月20日、フジテレビ）第3話
- 歌のおにいさん 第8話（2009年3月13日、テレビ朝日）
- 天地人（2009年8月2日、NHK大河ドラマ）- 黒田長政の妻・里 役
- ゲゲゲの女房（2010年6月21日、NHK連続テレビ小説）- 加納郁子（秘書）役
- 崖っぷちのエリー（2010年9月3日 テレビ朝日）第9話ゲスト - リポーター 役
- 全開ガール（2011年7月11日、フジテレビ）第1話ゲスト - 記者 役
- この世界の片隅に（2011年8月5日、日本テレビ終戦記念ドラマスペシャル）
- パンドラIII 革命前夜（2011年10月9日、WOWOW ）
- マメシバ一郎（2011年10月）- 清瀬麻子 役
- たぶらかし-代行女優業・マキ-（2012年5月10日、日本テレビ/読売テレビ）第4話ゲスト - 神崎の愛人 役
- 刑事吉永誠一 涙の事件簿10（2012年10月17日、テレビ東京水曜ミステリー9）- 涼子 役
- 相棒 Season 12 第3話（2013年10月30日、テレビ朝日）ゲスト - 増井由美 役
- ビンタ!〜弁護士事務員ミノワが愛で解決します〜（2014年10月2日 日本テレビ/読売テレビ）第1話ゲスト - 酒井恭子 役
- 科捜研の女 第14シリーズ（2014年11月27日、テレビ朝日）第7話ゲスト - 矢口朋子 役
- ウロボロス〜この愛こそ、正義。（2015年1月30日、TBS）第3話ゲスト - 九条久美子 役
- 紅雲町珈琲屋こよみ（2015年4月29日 、NHK）
- 事件16（2015年5月30日、テレビ朝日土曜ワイド劇場）- 汐田早紀 役
- 警視庁・捜査一課長（2016年4月28日、テレビ朝日）第3話ゲスト - 山下美香子 役
- 全力失踪（2017年）- 西村佳代
- バツイチがモテるなんて聞いてません（2023年2月24日 -、毎日放送） -  井口亜美 役[2]

### 映画
- 春の雪(2005年10月29日公開、東宝、行定勲監督)
- イヌゴエ 幸せの肉球(2006年12月2日公開、バイオタイド、横井健司監督)

### 舞台
- 不消者（けされず）第12回公演「好敵手あらわる!!」(2007年8月)
- 不消者（けされず）第13回公演「冬の鼠」(2008年5月)
- GACHA7公演Vol.2「CONSOLE」(2008年9月)
- シアターアプルファイナルアクト「火男の火」(2008年12月)
- カラフル企画Vol.1「いいだせなくて」SPACE107ほか(2009年4月)
- 歌舞伎ルネサンス第4弾「与話情浮名横櫛」日本橋劇場(2009年9月18日 - 9月24日)
- Anjin〜イングリッシュ・サムライ〜(2009年12月10日 - 2010年1月31日、銀河劇場、梅田芸術劇場)
- 企画演劇集団ボクラ団義vol.10『鏡に映らない女 記憶に残らない男』（2012年2月15日 - 2月20日、新宿SPACE107)

### CM
- SONY ハンディカム‘運動会篇’(2008.9 - 11)
- ハウス食品 できたてづくり＜ふんわり親子丼＞(2009.03 - )